# Marcel Thiébaut
Pour les articles homonymes, voir Thiébaut.
Marcel Thiébaut est un critique littéraire, un dramaturge et un traducteur français né le 1er février 1897 à Paris, ville où il est mort le 24 juin 1961.

## Biographie
Marcel Thiébaut est le fils de Julia Bienaimé, née Ouvrard, 1861-1939, qui fut mariée avec Léon Henri Thiébaut, fils de Victor Thiébaut, fondeur de statues, et lui-même fondeur avec son frère Victor sous la marque "Thiébaut frères". Marcel Thiébaut  est le fils naturel de M. Bienaimé.
Combattant de la Première Guerre mondiale, licencié ès lettres et licencié en droit, Marcel Thiébaut est entré, en 1919, au Journal des débats, puis à la Revue de Paris, dont il devint directeur.
Il fut aussi lecteur à la Comédie-Française, président du conseil d'administration de l'Université des Annales, directeur des éditions Calmann-Lévy, et conseiller littéraire chez Hachette.
Il est promu officier de la Légion d'honneur en 1947.
Il a reçu, en 1961, le « Prix du Rayonnement de la langue et de la littérature françaises » de l'Académie française  pour l'ensemble de son œuvre.
De 1962 à 2009, un « Prix Marcel Thiébaut » a été attribué à la meilleure étude littéraire de l'année par la SGDL  (Société des Gens De Lettres)
Marcel Thiébaut est enterré au cimetière parisien de Thiais, division 20, ligne 12, tombe 32.

## Citation
« Marcel Thiébaut passait à juste titre pour le critique le plus judicieux des années qui suivirent la dernière guerre. Quand il vous demandait un article pour cette Revue de Paris qu'il faisait presque seul, on aimait se laisser convaincre de lui donner un texte qui allât dans le sens que suggérait son amitié. »

— Denis de Rougemont, La Suisse, ou l'Histoire d'un peuple heureux, L'Âge d'homme, 1989
- Lettre du jeune écrivain Jean D'Ormesson à Marcel Thiébaut[7] :

Paris, 20 mai 1960 : 
« Cher Monsieur,  Je voudrais vous remercier de votre si bienveillant accueil et vous dire combien je suis heureux de la collaboration à laquelle vous voulez bien vous prêter. J’ai été naturellement très sensible à votre indulgence, mais aussi, et peut être surtout, il m’a semblé comprendre pour la première fois ce que peuvent apporter à un texte un examen critique et des corrections. Je ne voyais là jusqu’alors que l’expression d’un goût que je respectais tout autant que le mien mais qui ne paraissait s’imposer que par un arbitraire esthétique : « j’aime ça » ou « je n’aime pas ça ». Hier au contraire, vous m’avez plus d’une fois convaincu par une espèce de nécessité. Je vous en remercie. J’attends donc le texte pour la revue avec plus de confiance que si j’avais dû me charger moi-même des aménagements. Je suis désolé de ce travail supplémentaire que je vous impose. Mais, vraiment, il est difficile de voir clair dans sa propre progéniture. Si on discernait les faiblesses on les aurait évitées. Jean d’Ormesson ».

## Publications
- Comte de Sainte-Aulaire. souvenirs (Vienne 1832-1841), Calmann Levy, 1926,
- Évasions littéraires, collection Blanche, Gallimard, 1935
- Edmond About, collection Blanche, Gallimard, 1936
- En lisant Léon Blum, collection Blanche, Gallimard, 1937[8]
- Entre les lignes, préface d'André Maurois, Hachette, 1962
- divers articles dans la Revue de Paris, (notamment  juin 1947, août 1950, juin 54, décembre 1958)

## Théâtre
- Doris, pièce en trois actes et un prologue[9], Théâtre Saint-Georges, 31 janvier 1946 ; Les Œuvres libres, Fayard, no 235, 1946
- Le Prince d'Aquitaine, comédie en trois actes, Théâtre de la Michodière, mai 1947 ; Calmann-Lévy, 1947
- Les Bonnes Cartes, comédie en trois actes, Théâtre Gramont, 28 avril 1949 ; Les Œuvres libres, Fayard, no 36, mai 1949, p. 213–318